# کلیکوفسکایا
کلیکوفسکایا (به لاتین: Klykovskaya) یک منطقهٔ مسکونی در روسیه است که در استان آرخانگلسک واقع شده‌است.